# Ferronnière
En ferronnière er en type pandebånd, der omkranser bærerens hoved, som regel med et mindre smykke eller ædelsten i midten af panden. Den oprindelige form for pandebåndet blev båret i slutningen af 1400-tallets Italien, og det blev omdøbt ferronnière ved dets genopblomstring i den første halvdel af det 19. århundrede for både dags- og (oftere) formel- og aftenbeklædning.

## Etymologi
Ordet ferronnière til at beskrive denne slags pandebånd opstod sandsynligvis i den første halvdel af det 19. århundrede. Merriam-Webster daterer den tidligste brug af begrebet til 1831, og Oxford English Dictionary noterer, at deres tidligste registrerede brug af begrebet kan lokaliseres til publikationen fra midten af det 19. århundrede kaldet World of Fashion. Nogle kilder foreslår at begrebet var samtidig i 1490'erne.
Ferronièren siges ofte at være blevet navngivet efter det portræt fra 1490'erne af Leonardo da Vinci, La Belle Ferronnière, hvor modellen bærer sådan et smykke. Dog er portrættets titel blevet gevet i det 18. århundrede, længe efter det blev malet under den fejlagtige antagelse, at den portrætterede skulle være Madame Le Féron, en omtalt elskerinde til Frans 1. af Frankrig; eller en anden elskerinde, som angiveligt var en isenkræmmers kone. Den direkte oversættelse af ferronnière er "kvindelig isenkræmmer"; begrebet blev også brugt om hustruen eller datteren af en isenkræmmer. Musée du Louvre mener i deres katalog, at La belle ferronnière fik denne titel på grund af pandebåndssmykket, hvilket også er en teori, der er understøttet af andre eksperter, men andre kilder konkluderer, at smykket er opkaldt efter maleriet på grund af begrebets specifikke brug, der umiddelbart ikke eksisterede før det 19. århundrede.

## I moden
Det oprindelige smykke, der senere blev kaldt ferronnière, var populært i 1400-tallets Italien, hvor det kunne være lavet af metal eller ædelsten.
1800-tallets ferronnière blev båret fra slutningen af 180'erne frem til begyndelsen af 1840'erne, hvor smykket blev anset for at styrke en høj pande, men fra 1850'erne var smykket ikke længere moderne. En samtidig kilde fra 1831 beskriver ferronnièren som "en lille fletning af år, prydet i midten af panden med en stor brilliant, hvorfra der hænger en anden brilliant i pæreform." Smykket er beskrevet som en af de mest brugte eksempler på historicisme i den tidlige victorianske mode, og blev båret som en hyldest til renæssancen sammen med perlebælter kaldet cordelières som er inspireret af middelalderlige klædningsgenstande og frisurer opkaldt efter historiske kvinder såsom Angès Sorel og Blanka af Kastilien.
Ferronnièren kunne bruges både om dagen men også til mere formelle og aftenbeklædninger. Alternative beskrivelser af ferronnièren eller lignende smykker er bandelette og tour de tête.